# Henrique de Hesse-Darmstadt
Henrique de Hesse-Darmstadt (28 de novembro de 1838 – 16 de setembro de 1900) foi um príncipe de Hesse-Darmstadt, parente de muitas figuras proeminentes da realeza de fins do século XIX, inícios do século XX.

## Família
Henrique era o segundo filho do príncipe Carlos de Hesse-Darmstadt e da princesa Isabel da Prússia. Entre os seus irmãos estava o grão-duque Luís IV de Hesse-Darmstadt, pai da czarina Alexandra Feodorovna da Rússia, e a princesa Ana de Hesse-Darmstadt, casada com o grão-duque Frederico Francisco II de Mecklemburgo-Schwerin. Os seus avós paternos eram o grão-duque Luís II de Hesse-Darmstadt e a princesa Guilhermina de Baden. Os seus avós maternos eram o príncipe Guilherme da Prússia e a duquesa Maria Ana de Hesse-Homburgo.

## Casamentos e descendência
Henrique foi contra as leis da casa grão-ducal casando-se duas vezes com mulheres abaixo da sua posição, o que fez com que tivesse de renunciar aos seus direitos de sucessão. O seu primeiro casamento aconteceu no dia 28 de fevereiro de 1878 com a baronesa Karoline de Nidda. Teve um filho deste casamento:
- Karl de Nidda (4 de janeiro de 1879 – 11 de junho de 1920), morreu solteiro e sem descendência.

Karoline morreu ao dar à luz. Henrique casou-se pela segunda vez no dia 20 de setembro de 1892 com a baronesa Emily de Dornberg de quem teve outro filho:
- Elimar de Dornberg (3 de agosto de 1893 – 1 de maio de 1917), morto em combate durante a Primeira Guerra Mundial; sem descendência.